# Cybutryn
Cybutryn, besser bekannt unter dem Handelsnamen Irgarol, ist eine chemische Verbindung mit einem 1,3,5-Triazin-Ring als Grundstruktur. Sie wurde als Biozid und Fungizid eingesetzt.

## Verwendung
Cybutryn hemmt in Konzentrationen zwischen 0,01–0,1 mg·l−1 die Entwicklung von Meerwasser- und Süßwasseralgen, weswegen die Verbindung als Algizid in Unterwasserschiffsanstrichen verwendet wurde. Gemäß dem Durchführungsbeschluss (EU) 2016/107 der Kommission vom 27. Januar 2016 zur Nichtgenehmigung von Cybutryn als altem Wirkstoff zur Verwendung in Biozidprodukten der Produktart 21 ist die Verwendung als Anti-Fouling-Produkt seit Mitte Februar 2016 nicht mehr genehmigt.